# 上塞雷索
塞雷索德亚里瓦，是西班牙卡斯蒂利亚-莱昂塞戈维亚省的一个市镇。 总面积49平方公里，总人口208人（2001年），人口密度4人/平方公里。